# Corylus colurna
Espèce
Classification phylogénétique
Statut de conservation UICN

 LC  : Préoccupation mineure
Le Noisetier de Byzance, Coudrier du Levant, Coudrier de Byzance ou Noisetier de Turquie (Corylus colurna L., 1753) est une espèce d'arbres à feuilles caduques originaire du sud-est de l'Europe et du sud-ouest de l'Asie, des Balkans depuis le nord de la Turquie jusqu'au nord de l'Iran. C'est la plus grande espèce de noisetier.[réf. nécessaire]

## Description
Le Noisetier de Byzance peut atteindre 35 m de haut et son tronc peut mesurer jusqu'à 1,5 m de diamètre; la couronne est conique sur les jeunes arbres et s'élargit avec l'âge.
L'écorce liégeuse des jeunes tiges est gris beige ; elle devient plus foncée avec l'âge.
Les feuilles alternes sont cordées, le bord du limbe est denté et les feuilles sont légèrement duveteuses des deux côtés mesurent 6 à 15 cm de long et 5 à 13 cm de large.
Les fleurs monoïques apparaissent très tôt au printemps avant les feuilles. Les chatons mâles jaune pâle mesurent 5 à 10 cm de long, les toutes petites fleurs femelles sont enfouies dans les bourgeons et on ne voit apparaître que les pistils rouge vif de 1 à 3 mm de long.
Le fruit est une noisette de 1 à 2 cm de long, quasiment complètement entourée d'un épais involucre de 3 à 4 cm de diamètre regroupant 3 à 8 noisettes ensemble. Les noisettes arrivent à maturité de la fin août à la fin octobre.

## Reproduction
Le noisetier turc est monoïque. Cependant la protandrie assure une fécondation croisée. Celle-ci ne fonctionne que si des arbres à génétique assez différentiée pour que la floraison soit décalée dans le temps sont présents dans le voisinage.

## Habitat et répartition
C. colurna pousse en Turquie dans des zones boisées de feuillus ou mixtes. Il est planté dans les zones tempérées d’Europe comme arbre d’alignement. Il n’est pas considéré comme menacé. En Suisse il est cultivé dans les zones urbaines du plateau.

## Utilisation
Le Noisetier de Byzance est souvent cultivé en arbre d'ornement en Europe et en Amérique du Nord car cette espèce, à la différence des autres espèces de noisetiers, ne pousse pas en buisson mais en bel arbre au port érigé. Comme il supporte très bien les difficiles conditions de croissance en ville, il a été planté en masse comme arbre d'alignement ces dernières années.
Ses noisettes sont comestibles et de bon goût, mais leur petite taille et leur coque très dure (2 à 3 mm d'épaisseur) leur donne un intérêt commercial négligeable.
Le Noisetier de Byzance a toutefois une certaine importance commerciale comme noisetier de vergers car, ne drageonnant pas, il constitue un excellent porte-greffe pour les cultivars de noisetier commun.

## Historique
En 1582 C. colurna est introduit en Europe par Clusius qui sème des graines envoyées par une attaché d'ambassade en Turquie. Dès 1665 l'espèce se répand dans les jardins anglais.
A Genève, au parc des Bastions, un Noisetier de Turquie est estimé à plus de 100 ans, des rejets sont plantés au Jardin botanique au milieu du XXe siècle.

## Culture
Corylus colurna a une vitesse de croissance moyenne. Il peut tolérer un sol sec et alcalin et une exposition semi-ombragée et venteuse. Cependant, il préfère un sol humide et bien drainé. Une fois établi, Corylus colurna est tolérant à la chaleur, au froid (Zone USDA 6) et à la sécheresse.
L'espèce n'a pas de graves parasites connus.
Corylus colurna est difficilement transplantable et aura besoin d'arrosage supplémentaire en été pendant les deux ans suivants la transplantation.
Le Coudrier de Byzance ne tolère pas non plus très bien la taille sauf une légère taille de formation sinon il perd des sections complètes de branche.
Il se multiplie facilement par semis, qui doivent simplement être bien protégés des écureuils.

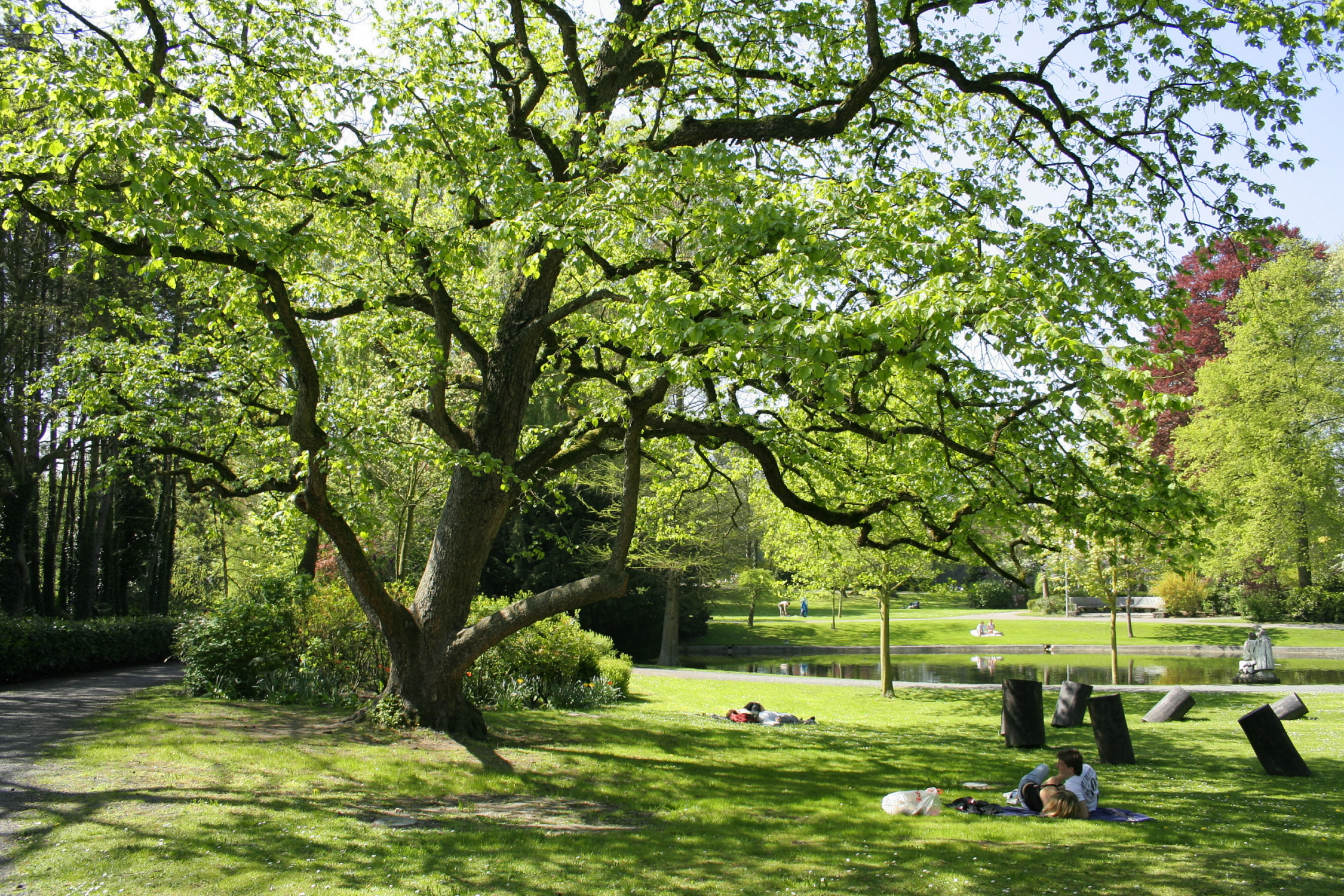
Un noisetier de Byzance dans un parc de Mons (province de Hainaut, Belgique).
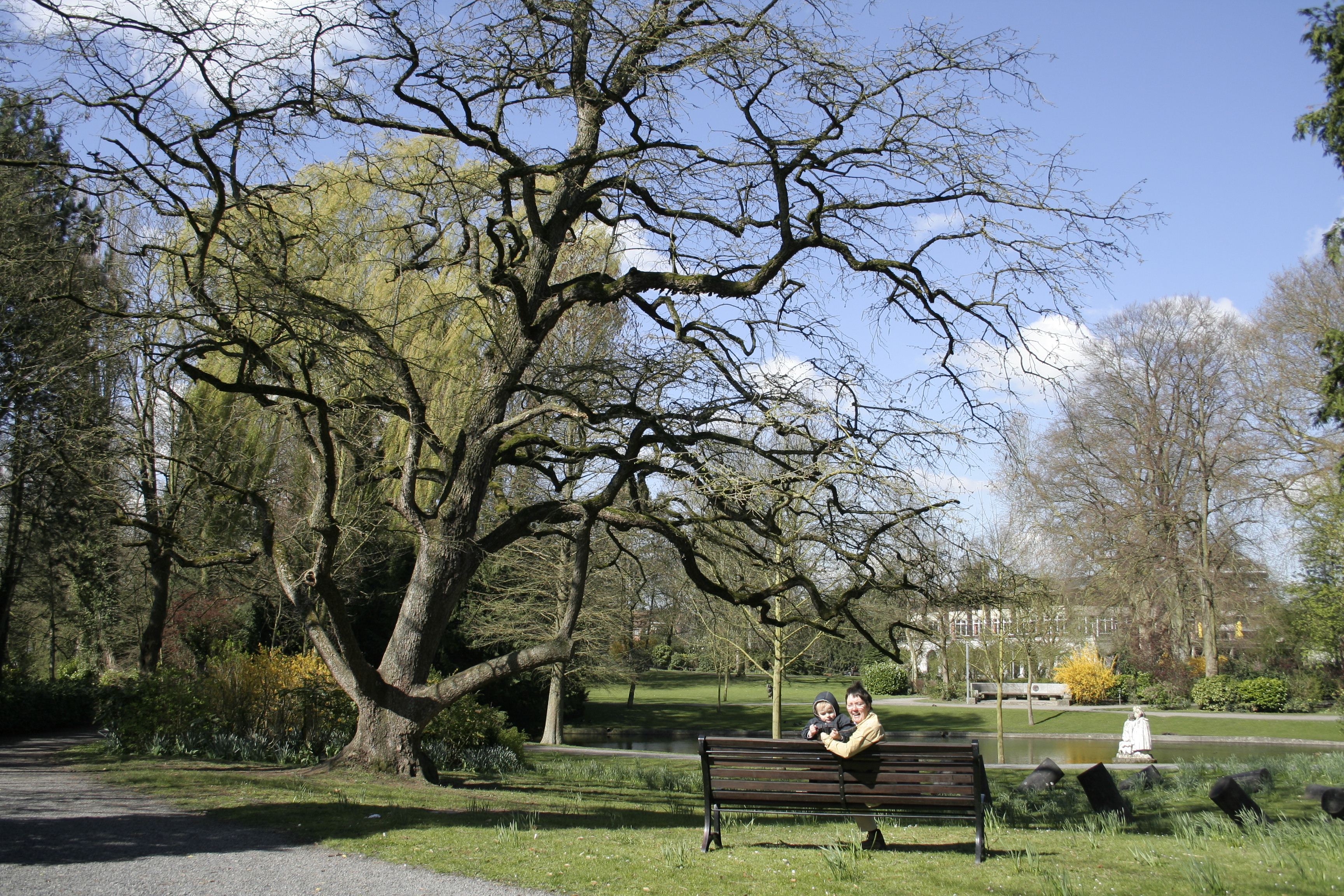
Le même noisetier de Byzance montois sans son feuillage.
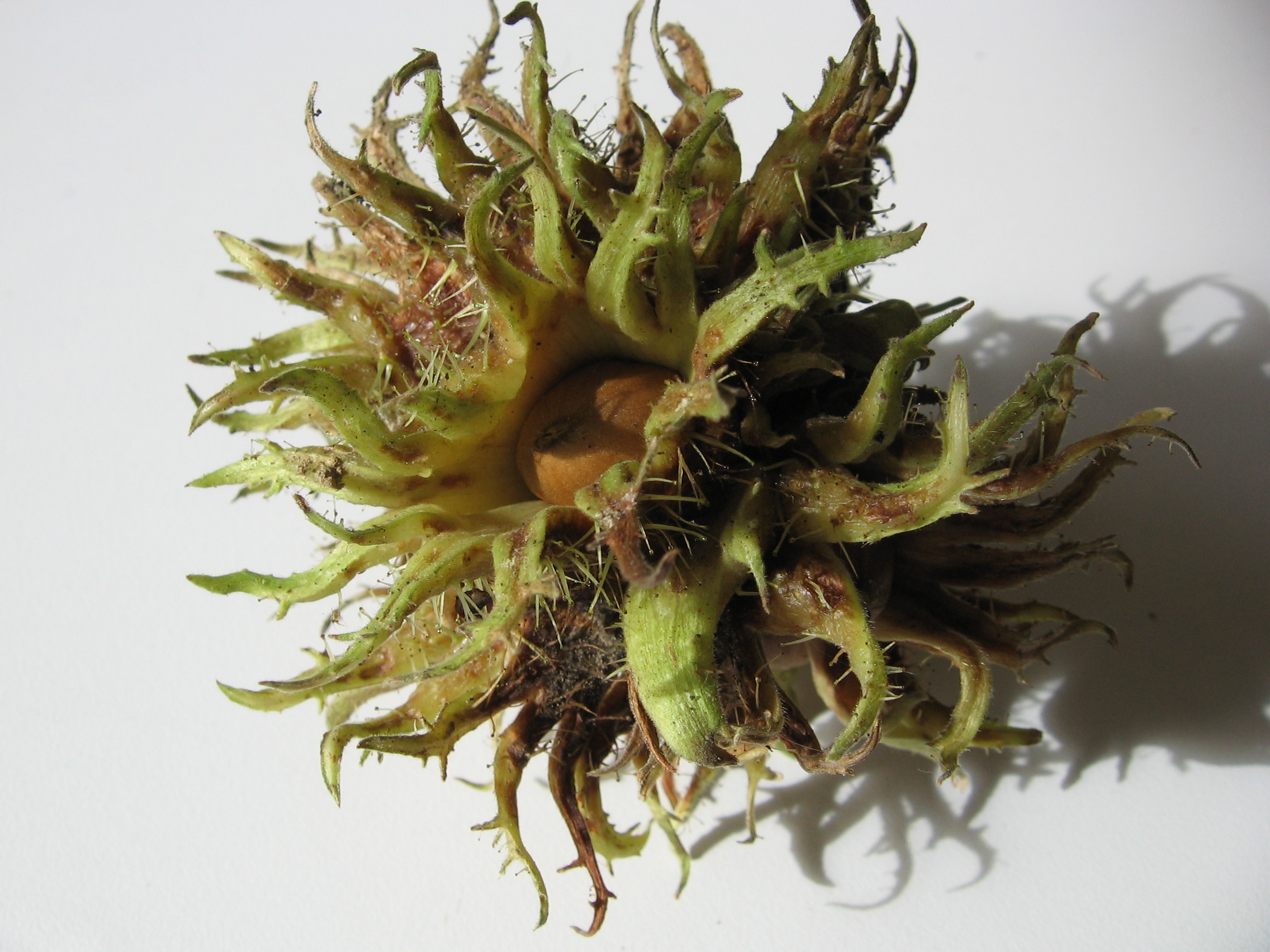
Involucre d'un noisetier de Byzance.
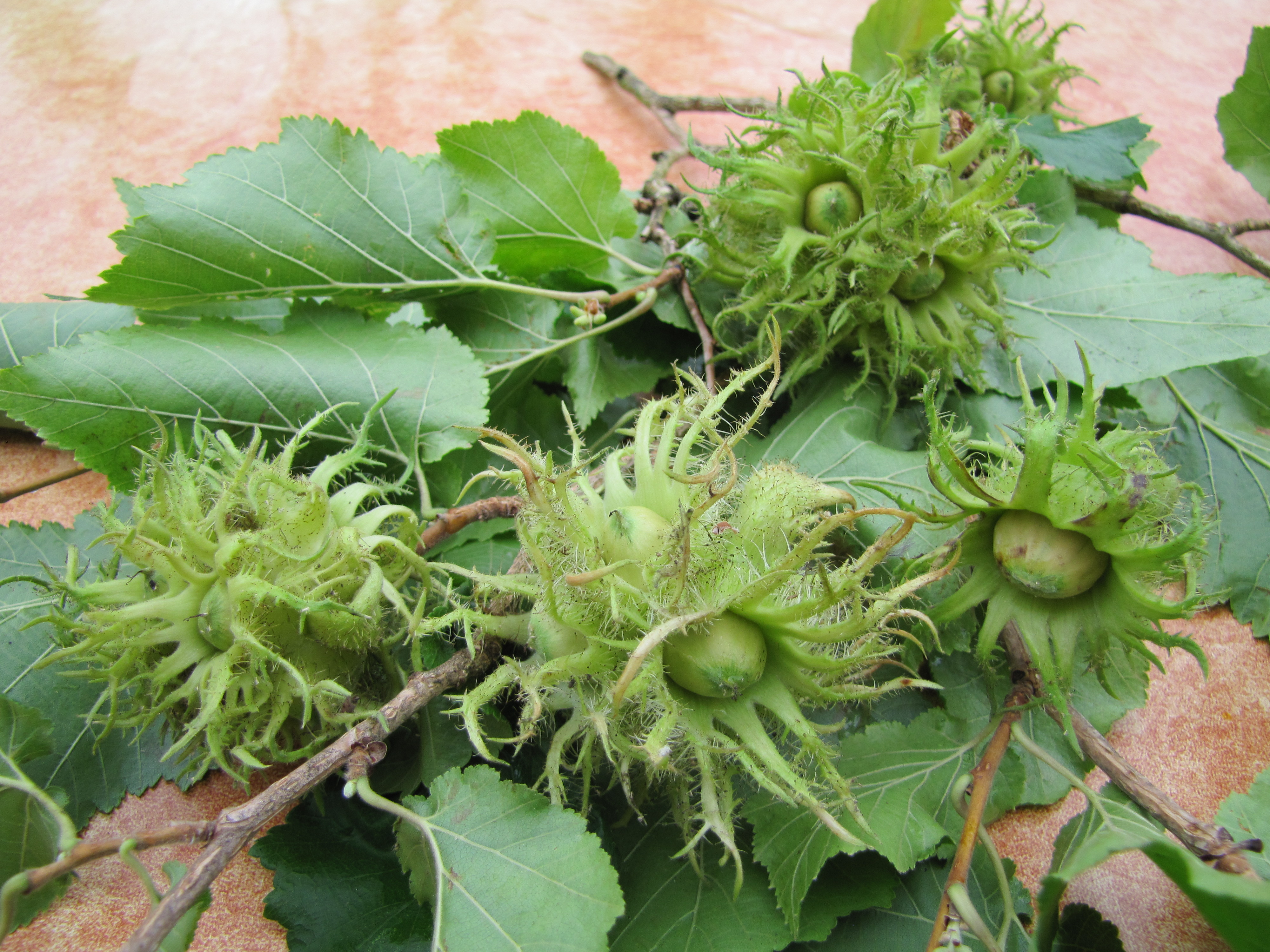
Noisettes de Byzance avec leurs involucres hirsutes.